# Abel Mestre
 (janvier 2024).
Pour les articles homonymes, voir Mestre.
Abel Mestre, né le 7 février 1980 à Paris, est un journaliste français. Il collabore au journal Le Monde depuis 2006. Depuis la rentrée 2023, il est chargé des sujets "justice".

## Biographie

### Formation
A l’issue de ses études secondaires au lycée Janson-de-Sailly, il obtient son baccalauréat en 1999. Il obtient une maîtrise en droit pénal à l'université Panthéon-Assas en 2003, puis un certificat de sciences criminelles à l'institut de criminologie et droit pénal de Paris en 2004. En 2006, il est diplômé du Centre de formation des journalistes de Paris.

### Engagement politique
Il milite, dès son arrivée à Assas, en 1999, au sein de Pour un syndicalisme autogestionnaire – UNEF-ID. Il reste à l'UNEF après la réunification et devient, en 2005, délégué au bureau national pour le compte de la sensibilité Démocratie étudiante pour une majorité d'orientation syndicale (DEMOS).
Dans ses articles à La Riposte, journal de la Tendance marxiste internationale, il se présente comme membre du Parti communiste français.
En 2002, il cofonde, autour de Roland Castro et aux côtés de Gaspard Delanoë, Ahmed Meguini et Éric Halphen, le Mouvement de l’utopie concrète, et devient responsable de sa commission Laïcité.

### Carrière dans la presse
Abel Mestre écrit d'abord dans le journal communiste La Riposte, en 2001-2002, puis dans le magazine TOC, de 2003 à 2007, et signe dans L'Humanité.
Il rejoint ensuite Le Monde en 2006. La même année, il reçoit le prix Bayard du jeune journaliste pour des articles sur le thème « Planète attitude ». Il collabore également au Droit de vivre, organe de la Ligue internationale contre le racisme et l'antisémitisme (LICRA).

#### Suivi de l'extrême droite (2008-2015)
Chargé, entre 2008 et 2015, du suivi de l'extrême droite au Monde, il fonde, aux côtés de Caroline Monnot, en novembre 2009, le blogue Droite(s) Extrême(s). Il raconte avoir été victime de quelques « coups de pressions » au cours de cette période. « Le 1er mai 2013, mon adresse personnelle a été imprimée sur des autocollants et collée en marge de la manif du FN », raconte-t-il dans une interview à StreetPress.
En 2011, il publie avec Caroline Monnot une enquête sur les réseaux du Front national. Ces deux spécialistes de l'extrême droite décryptent les jeux d'influence qui se tiennent autour de Marine Le Pen. Pour Libération, l'ouvrage montre que derrière le « toilettage » politique opéré par Marine Le Pen se cache des « proches pratiquement tous issus des franges de l’extrême droite, parfois la plus radicale comme les anciens du Groupe union défense ».
Il rapporte sur ce blogue avoir été, le 9 mai 2010, pris à partie et menacé par un proche de Marine Le Pen, Axel Loustau, lors d'un défilé de l'extrême droite radicale. En outre, le 1er mai 2013, en marge du défilé du FN, il est menacé ainsi que Caroline Fourest, des autocollants mentionnant leurs noms et adresses personnelles,. La Société des rédacteurs du Monde « condamne les intimidations inacceptables de l'extrême droite ». « Le Monde s’élève contre cette pratique inadmissible », dénonce la directrice du journal (Natalie Nougayrède), et demande aux dirigeants du FN de « condamner sans réserve ces méthodes ». Interrogé sur cet incident, le responsable de la communication du FN outré que Libération « ose » appeler sur ce sujet, a préféré lui raccrocher au nez.
Entre 2012 et 2015, il couvre également l'actualité du centre droit. En 2015, il arrête le suivi de l'extrême droite après en avoir « eu marre » des critiques du FN et de leurs sympathisants. « Les critiques venaient souvent du FN et de leurs sympathisants. Marine Le Pen m’a traité de gauchiste devant des collègues journalistes. Des proches à elles, qui ne sont pas du parti, m’ont fait des petits coups de pression », confie-t-il à  Slate.
Il a porté plainte de nombreuses fois au cours de sa carrière en rapport pour des menaces liées à sa couverture de l'extrême droite, sans que celles-ci aboutissent.

#### Après 2015
À partir d'avril 2015, il est chef adjoint du service Sports du Monde, et collabore au Monde des livres, où il chronique les romans policiers et noirs.
Il revient au service politique en avril 2017, où il travaille sur les partis de gauche.
À partir de septembre 2023, il est chargé de la Justice. Il interviewe ainsi le Garde des Sceaux Eric Dupond-Moretti avant son procès devant la Cour de Justice de la République.

## Ouvrage
- Avec Caroline Monnot, Le Système Le Pen : enquête sur les réseaux du Front national, Paris, Denoël, coll. « Impacts », 2011, 208 p. (ISBN 978-2-207-11050-8)[14].

### Filmographie
- Yves Jeuland (réal.), Les Gens du Monde, 1 h 21, 2014 (OCLC 903245132)